# Dungeon Provincial Park
Der Dungeon Provincial Park (dungeon englisch für „Verlies“ oder „Kerker“) ist ein Provinzpark im Osten der zur kanadischen Provinz Neufundland und Labrador gehörenden Insel Neufundland. 

## Lage
Der lediglich 2 ha große Provinzpark wurde 1983 gegründet. Er befindet sich an der Lance Cove unweit der Spitze der Bonavista-Halbinsel. Die Gemeinde Bonavista liegt 2,5 km südwestlich des Provinzparks. Der Provinzpark bietet nur Infrastruktur für Tagesnutzung (Picknick-Plätze, Plumpsklo).

## Dungeon
Die Attraktion des Provinzparks bildet eine zusammengestürzte Meeresgrotte mit zwei Felsbögen. Diese wurde vom Meer aus dem Gestein herausgeschnitten.